# AGN International
AGN International — одна из крупнейших международных ассоциаций независимых аудиторских и консультационных компаний. Штаб-квартира расположена в Лондоне, Великобритания. Представлена аудиторскими компаниями на всех континентах и в большинстве стран мира. Длительное время входит в ТОР-10 крупнейших аудиторских ассоциаций и TOP-20 крупнейших профессиональных аудиторских объединений в мире. 

## Рейтинги
В 2015 году согласно ежегодному рейтингу International Accounting Bulletin Архивная копия от 24 июня 2016 на Wayback Machine  (IAB) AGN International заняла восьмое место среди мировых аудиторских ассоциаций по выручке ($1200 млн.) и пятое место по персоналу (12800 сотрудников и партнеров). Рейтинг по регионам: 7-е место - North America, 4-е место - Asia-Pacific, 11-e место - Latin America, 8-e место Africa/Middle East, 7-e место - Europe. 

## Аудиторские сети и ассоциации – отличия
В 2006 году «Международный совет по стандартам этики бухгалтерских и аудиторских организаций» (IESBA  Архивная копия от 31 октября 2010 на Wayback Machine) внес изменения в статью 290 «Кодекса этики профессиональных бухгалтеров» – в результате чего были дополнительно введены конкретные параметры для определения различий между сетями (networks) и ассоциациями (associations) в среде бухгалтерских и аудиторских фирм. Евросоюзом также принят аналогичный порядок для стран, входящих в его состав; данные изменения поддержаны и американским институтом дипломированных независимых бухгалтеров ((AICPA )).
Членство в сети предполагает использование единого бренда - как следствие, члены одной сети обычно имеют единое название. Любая компания, состоящая в сети, несет финансовые и репутационные риски по обязательствам других участников сети во всех странах.
Ассоциация представляется более гибким аналогом профессионального объединения, в которой участники, не имея централизованного управления, сохраняют практически полную независимость, хотя и могут иметь общие стандарты и нормативные базы. 

## Инфраструктура
Глобальная инфраструктура AGN International представлена в 84 странах мира 179 компаниями и насчитывает около 13000 профессиональных аудиторов и консультантов. Штаб-квартира Ассоциации находится в Лондоне. В Европе AGN International насчитывает около 70, а в США — около 50 компаний.

## Членство
В России ассоциация представлена компанией АКГ "Интерэкспертиза" Архивная копия от 19 августа 2010 на Wayback Machine — полноправным независимым членом AGN International с 1 января 2006 года.
На Украине ассоциация представлена Корпорацией «Глобал Консалтинг» Архивная копия от 7 июля 2016 на Wayback Machine — полноправным независимым членом AGN International с 2007 года.